# Adenanthos barbiger
Adenanthos barbiger es una especie de arbusto de la familia Proteaceae. Es endémica del suroeste de Australia occidental. La especie fue descrita formalmente por primera vez en 1839 por el botánico inglés John Lindle.

## Descripción
Adenanthos barbiger crece como un arbusto pequeño vertical, de hasta 1 m de altura. Las ramas jóvenes están cubiertas de pelos, pero estos se pierden con la edad. Las hojas son largas y delgadas (hasta 8 cm de largo pero solo unos 7 mm de ancho), de forma ovalada y carecen de pecíolo . Las flores, que aparecen entre agosto y diciembre, consisten en un perianto tubular rojo brillante de unos 25 mm de largo, cubierto de pelos blancos y sedosos; y un estilo de unos 40 mm de largo.